# A Night at Birdland, Vol. 1
A Night at Birdland Vol. 1 è un album del percussionista jazz Art Blakey registrato dal vivo nel 1954 al Birdland di New York.
L'album è stato pubblicato come LP per l'etichetta Blue Note Records (BLP 1521) e conteneva solo i primi 6 brani musicali.
La stessa etichetta ne ha poi pubblicato una successiva edizione su Compact disc a cui sono stati aggiunti gli ultimi 2 brani musicali, in precedenza inseriti nell'album A Night at Birdland, Vol. 3 pubblicato nel 1983 in Giappone.
Per quest'edizione è stata presa come riferimento quella masterizzata da Rudy Van Gelder e pubblicata nel 2001.
Parte dell'annuncio iniziale di Pee Wee Marquette è stato riportato in apertura dell'album Hand on the torch realizzato dagli US3 nel 1993.

## Tracce
1. Announcement by Pee Wee Marquette – 0:58
2. Split Kick (Horace Silver) – 8:44
3. Once in a While (Bud Green, M. Edwards) – 5:18
4. Quicksilver (Horace Silver) – 6:58
5. A Night in Tunisia (Dizzy Gillespie, Frank Paparelli) – 9:20
6. Mayreh (Horace Silver) – 6:19
7. Wee-Dot (alternate take) (J.J. Johnson, Leo Parker) – 6:53 (bonus track su CD)
8. Blues (Improvisation) (traditional) – 8:37 (bonus track su CD)

## Formazione
Art Blakey Quintet:'
- Art Blakey – batteria
- Clifford Brown – tromba
- Lou Donaldson – sassofono alto
- Curley Russell – contrabbasso
- Horace Silver – pianoforte

## Personale tecnico
- Leonard Feather – Note di copertina
- Bob Bluementhal – Note di copertina dell'edizione del 2001
- Alfred Lion – Produttore
- Michael Cuscuna – Produttore dell'edizione del 2001
- John Hermansader, Reid Miles – design di copertina
- Rudy Van Gelder – Ingegnere di registrazione (sia per l'edizione originale del 1954 che nel 2001)
- Francis Wolff – Fotografia